# Zakon Maronicki Świętego Antoniego
Zakon Maronicki Świętego Antoniego – maronickie zgromadzenie zakonne, założone w 1700 roku w klasztorze Mar Chaya przez późniejszego patriarchę Antiochii, Gabriela z Blawzy. Papież Klemens XII uznał faktycznie zgromadzenie zakonne 21 marca 1732 roku w breve Officium Apostolatum. Natomiast formalne i ostateczne zatwierdzenie reguły i konstytucji zakonu nastąpiło 17 stycznia 1740 roku, kiedy to papież ogłosił brewe Misericordiarum Pater. Obecnie maroniccy antonianie posiadają klasztory w Libanie, Syrii, Włoszech, Belgii, Francji, Kanadzie i Australii. Przełożonym generalnym jest aktualnie o. Paul Tannouri.